# Onocolus mitralis
Onocolus mitralis är en spindelart som beskrevs av Arno Antonio Lise 1979. Onocolus mitralis ingår i släktet Onocolus och familjen krabbspindlar. Inga underarter finns listade i Catalogue of Life.